# Liktor

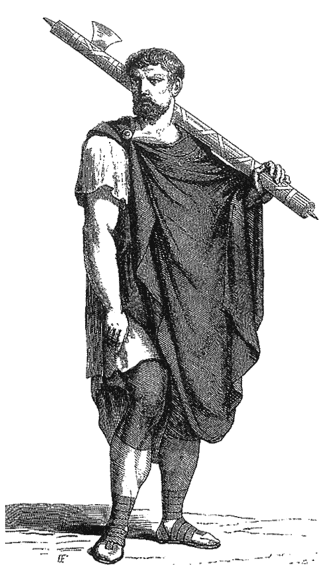
Liktor

Liktor byl u Římanů veřejný sluha úředníků s impériem, zpravidla šlo o propuštěného otroka. Liktoři kráčeli na veřejnosti před úředníkem, jemuž byli v určitém počtu přiděleni, po jednom za sebou, a nesli na levém rameni fasces. Liktoři razili na veřejnosti úředníku cestu, vybízeli mimojdoucí k povinné úctě a vykonávali jeho rozkazy. Počet liktorů přidělených jednotlivým úředníkům byl různý. Konsulové měli jich po 12 (jako král v době královské), diktátor 24, praetor ve městě 2 a v provincii 6, legáti císařských provincií po 6. Po jednom liktorovi měly také např. Vestálky a flamen dialis. Mimo tyto liktory byli ještě liktoři kuriátní (lictores curiatii), v počtu 30, kteří v době, kdy význam komitií kuriátních poklesl na jen prázdnou formu, zastupovali ještě se třemi augury kurie a vyřizovali jejich úkoly.